# CSR (Band)
CSR (koreanisch 첫사랑, deutsch ‚erste Liebe‘) ist eine südkoreanische Girlgroup der vierten K-Pop-Generation, die 2022 vom Label A2Z Entertainment gegründet wurde und verwaltet wird. Der offizielle Fanclub-Name lautet Maeum.

## Geschichte
Am 11. Juli 2022 gab A2Z Entertainment bekannt, dass sie ihre erste Mädchengruppe gründen würden. Die Mitglieder wurden am 11. und 12. Juli durch Trailer enthüllt. Am 12. Juli 2022 gab die Verwaltungsgesellschaft der Gruppe bekannt, dass das Septett sein erweitertes Debütstück „Sequence: 7272“ am 28. Juli veröffentlichen wird. Am 17. November veröffentlichte die Gruppe ihr erstes Single-Album mit dem Titel „Sequence: 17“ und ihre Lead-Single „♡Ticon“.
Am 15. Januar wurde bekannt gegeben, dass die Mitglieder Geumhee, Seoyeon, Duna und Yeham an der Survival-Show Produce Camp Asia: Thailand (oder Chuang Asia) teilnehmen werden.

## Mitglieder
| Name         | Geburtsname           | Geburtstag (Alter)   | Geburtsort | Position          |
| ------------ | --------------------- | -------------------- | ---------- | ----------------- |
| Duna 두나    | Kang Du-na 강두나     | 28. April 2005 (19)  | Wonju      | Team leader Vocal |
| Geumhee 금희 | Han Geum-hee 한금희   | 4. März 2005 (20)    | Icheon     | Vocal, Dance, Rap |
| Sihyeon 시현 | Hwang Si-hyeon 황시현 | 12. März 2005 (20)   | Uijeongbu  | Vocal, Rap        |
| Seoyeon 서연 | An Seo-yeon 안서연    | 26. März 2005 (19)   | Bucheon    | Vocal             |
| Yuna 유나    | Iimura Yuna 飯村 柚那 | 23. April 2005 (19)  | Ibaraki    | Vocal, Dance      |
| Sua 수아     | Yoo Su-a 유수아       | 23. Juli 2005 (19)   | Anyang     | Vocal, Dance      |
| Yeham 예함   | Koo Ye-ham 구예함     | 7. Oktober 2005 (19) | Seoul      | Vocal             |

## Diskografie

### EPs
| Jahr | Titel Musiklabel       | Höchstplatzierung, Gesamtwochen, AuszeichnungChartsChartplatzierungen (Jahr, Titel, Musiklabel, Platzierungen, Wochen, Auszeichnungen, Anmerkungen) | Anmerkungen                         |
| Jahr | Titel Musiklabel       | KR | Anmerkungen                         |
| ---- | ---------------------- | --- | ----------------------------------- |
| 2022 | Sequence: 7272 CSR E&M | KR16 (3 Wo.)KR | Erstveröffentlichung: 28. Juli 2022 |
| 2023 | Delight CSR E&M        | KR15 (6 Wo.)KR | Erstveröffentlichung: 29. März 2023 |

### Single-Alben
| Jahr | Titel Musiklabel                | Höchstplatzierung, Gesamtwochen, AuszeichnungChartsChartplatzierungen (Jahr, Titel, Musiklabel, Platzierungen, Wochen, Auszeichnungen, Anmerkungen) | Anmerkungen                             |
| Jahr | Titel Musiklabel                | KR | Anmerkungen                             |
| ---- | ------------------------------- | --- | --------------------------------------- |
| 2022 | Sequence: 17& CSR E&M           | KR31 (4 Wo.)KR | Erstveröffentlichung: 17. November 2022 |
| 2024 | L’heure Bleue: Prologue CSR E&M | KR42 (3 Wo.)KR | Erstveröffentlichung: 11. Juni 2024     |

### Singles
- 2022: Pop? Pop! (첫사랑)
- 2022: ♡Ticon (LoveTicon, 러브티콘)
- 2023: Shining Bright (빛을 따라서)
- 2024: Pretty Mob
- 2024: Higher